# Каго Каджу (аеропорт)
Аеропо́рт «Каго Каджу» — аеропорт у місті Каго Каджу, Південний Судан.

## Розташування
Аеропорт розташований у місті Каго Каджу, яке є центром округу Каджо Кеджі, штат Центральна Екваторія, Південний Судан. Поряд знаходиться державний кордон з Угандою. Аеропорт знаходиться приблизно за 8 км на північ від міста. До центрального аеропорту країни Джуба 108 км.

## Опис
Аеропорт знаходиться на висоті 762 метрів (2 500 футів) над рівнем моря, і має одну ґрунтову злітно-посадочну смугу, довжина якої невідома.

## Авіакомпанії і напрямки
Аеропорт пов'язаний регулярним авіасполученням з аеропортом Джуба. Рейси виконує авіакомпанія Авіалінії Південного Судану.